# Bispo-de-costa-amarela
Bispo-dourado, bispo-de-dorso-dourado ou bispo-de-costa-amarela (Euplectes aureus) é uma espécie de ave da família Ploceidae.
Pode ser encontrada nos seguintes países: Angola e São Tomé e Príncipe.